# S. P. Hinduja
Srichand Parmanand Hinduja, né le 28 novembre 1935 et mort le 17 mai 2023, est un homme d'affaires, investisseur et philanthrope britannique. Il est l'actionnaire principal et le président du groupe Hinduja.

## Biographie

### Jeunesse
Srichand Parmanand Hinduja naît le 28 novembre 1935 à Karachi, dans la province du Sindh, en Inde britannique. Il est le deuxième fils de Parmanand Deepchand Hinduja et de Jamuna Parmanand Hinduja,. Il étudie au Davar's College of Commerce et au RD National College, tous deux à Mumbai.

### Carrière commerciale
Hinduja commence sa carrière dans les entreprises textiles et commerciales de son père à Bombay, en Inde, et à Téhéran, en Iran. Au début de sa carrière, il vend notamment des produits alimentaires (oignons et pommes de terre) et du minerai de fer de l'Inde à l'Iran.
Avec l'acquisition d'Ashok Leyland (de British Leyland) et de Gulf Oil (de Chevron) dans les années 1980 et la création de banques en Suisse et en Inde dans les années 1990, Hinduja devient l'un des magnats indiens les plus connus, aux côtés de noms tels que Tata, Birla, et Ambani. En 2012, le groupe acquiert la société américaine Houghton International, le plus grand fabricant de fluides métalliques au monde, pour 1,045 milliard de dollars, en formant un consortium avec l'aide de Ghouse Mohammed Asif, (directeur de Private Equity de JP Morgan) et Hank Paulson, ancien secrétaire au Trésor des États-Unis et anciennement de Goldman Sachs.
L'approche commerciale de Hinduja est conservatrice et opportuniste, investissant dans des secteurs d'activité diversifiés allant du pétrole et du gaz, de la banque et de la finance, de l'informatique à l'immobilier, de l'énergie et des produits chimiques à l'électricité, en passant par les médias et les divertissements,.

### Richesse
À partir des années 1990, il est régulièrement classé parmi les personnes les plus riches du Royaume-Uni et d'Asie. Le numéro d'octobre 2013 de Forbes Life estime que la maison Hinduja à Carlton House Terrace à Londres, en bas du centre commercial de Buckingham Palace, vaut 500 millions de dollars, ce qui en fait la troisième maison privée la plus chère au monde ,
En mars 2019, Forbes classe SP et GP Hinduja au 65e rang des personnes les plus riches du monde, avec une valeur nette de 16,9 milliards de dollars, Forbes India estimant sa valeur nette à 18 milliards de dollars. Cela fait de lui le quatrième magnat des affaires d'origine indienne le plus riche au monde,
En 2022, Hinduja est la personne la plus riche du Royaume-Uni, avec une fortune estimée à 28,5 milliards de livres sterling selon la Sunday Times Rich List 2022 (en),. D'après la liste des riches établie par Asian Media & Marketing Group, la fortune de Hinduja est estimée à 25,2 milliards de livres sterling (31,7 milliards de dollars américains).

### Vie privée
Aux côtés de ses jeunes frères Gopichand, Prakash et Ashok, Hinduja est connu comme le patriarche des "fab four" de l'Inde 
Hinduja est marié à Madhu Srichand Hinduja, et le couple a deux filles,. Hinduja est un hindou sindhi.
Une de ses filles, Vinoo Srichand Hinduja, siège au conseil d'administration de l'hôpital national et du centre de recherche médicale PD Hinduja à Mumbai ,
Le 19 mai 1992, Dharam Hinduja, son fils cadet, meurt quelques jours après avoir été brûlé à 70 % par auto-immolation dans une chambre d'hôtel à Maurice, dans le cadre d'un pacte de suicide avec sa femme, qui elle survit. Il avait secrètement épousé Ninotchka Sargon, une Australienne catholique romaine, au bureau d'enregistrement de Chelsea en janvier de la même année,
En 2001, Hinduja est impliqué dans le scandale britannique "passeports contre argent comptant", où il a donné de l'argent pour le Millennium Dome tout en demandant la citoyenneté britannique, ce qui a conduit à la démission de Peter Mandelson,,,.
Hinduja est abstème et strictement végétarien. Il est connu pour apporter sa propre nourriture végétarienne aux banquets de la reine au palais de Buckingham.
Sa femme, Madhu, meurt en janvier 2023. Hinduja meurt des complications de la démence à corps de Lewy à Londres, le 17 mai 2023, à l'âge de 87 ans,,,.